# Somni Georgià
Somni Georgià - Geòrgia Democràtica (en georgià, ქართული ოცნება – დემოკრატიული საქართველო, K'arte'uli ots'neba – demokratiuli Sak'arte'velo) és el principal partit polític de centreesquerra de Geòrgia. Fou fundat el 19 d'abril de 2012 per l'empresari i polític multimilionari Bídzina Ivaníxvili. És el partit més important de la coalició Somni Georgià, conformada per sis partits i guanyadora de les eleccions parlamentàries de 2012. Actualment, el partit posseeix 48 escons al parlament mentre que la coalició política posseeix 115 sobre un total de 150.

## Història
El partit va emergir a partir del col·lectiu homònim creat per Bídzina Ivaníxvili com a plataforma per a les seves activitats polítiques el desembre de 2011. Atès que Ivaníxvili no era ciutadà georgià en el moment de la constitució del partit, l'advocat Manana Kobakhidze va ser elegit com a president interí. Diverses figures notables van donar el seu suport a l'organització, com el polític Sozar Subari, l'exdiplomàtic Tedo Japaridze, l'escaquista Zurab Azmaiparashvili, el comentarista Irakli Sesiashvili, l'escriptor Guram Odisharia i el futbolista Kakhaber Kaladze.
Somni Georgià va vèncer el partit governant Moviment Nacional Unit en les eleccions legislatives georgianes de 2012, formant una coalició amb altres sis partits d'oposició, aconseguint el 54,97% dels vots i 85 escons al parlament, mentre que el seu principal rival en va obtenir el 40,34%. El llavors president Mikheil Sakaixvili va admetre la derrota del seu partit i va prometre col·laborar amb el procés constitucional per formar un govern nou. El partit va revalidar la seva victòria en les eleccions parlamentàries de 2016 amb Guiorgui Kvirikaixvili i les eleccions de 2020 amb Giorgi Gakharia
En 2022 es va escindir La Força del Poble. Després de la invasió russa d'Ucraïna del 2022, el partit va desplaçar-se a posicions prorussa i autoritàries, i va guanyar per majoria absoluta les eleccions legislatives georgianes de 2024 amb Irakli Kobakhidze, i Mikheil Kavelashvili, membre del seu aliat La Força del Poble fou escollit President, prenent possessió el 29 de desembre.

## Coalició
La coalició Somni Georgià va estar composta inicialment per sis partits polítics d'orientacions ideològiques diverses. Incloïa partits favorables a una economia de mercat, que reivindicaven el liberalisme social, així com nacionalistes radicals amb retòrica xenòfoba, i representants de l'antic govern d'Eduard Xevardnadze, que va ser expulsat del poder després de la revolta popular de 2013. El nom de l'aliança està inspirat en una cançó del raper Bera, fill d'Ivanishvili.

### Partits membres
- Somni Georgià- Geòrgia Democràtica - 97 escons.
- Partit Conservador de Geòrgia - 6 escons.
- Socialdemòcrates per al Desenvolupament de Geòrgia - 6 escons.
- La indústria Salvarà Geòrgia - 6 escons.

### Antics membres
- La nostra Geòrgia – Demòcrates Lliures - 8 escons (van abandonar la coalició i van formar un partit opositor el 5 de novembre de 2014)
- Fòrum Nacional - 6 escons (van abandonar la coalició el 3 d'abril de 2016, després d'una convenció partidària on la majoria dels seus membres van optar per retirar-se)
- Partit Republicà de Geòrgia - 10 escons (van abandonar la coalició abans de les eleccions de 2016).

## Resultats electorals
| Any  | Líder                  | Vots      | %     | Escons    | /+– | Posició | Govern |
| ---- | ---------------------- | --------- | ----- | --------- | --- | ------- | ------ |
| 2012 | Bídzina Ivaníxvili     | 1.184.612 | 54,97 | 85 / 150  | Nou | 1r      | Govern |
| 2016 | Guiorgui Kvirikaixvili | 857.394   | 48,65 | 115 / 150 | 30  | = 1r    | Govern |
| 2020 | Giorgi Gakharia        | 928.004   | 48.22 | 90 / 150  | 25  | = 1r    | Govern |
| 2024 | Irakli Kobakhidze      | 1.118.836 | 53.92 | 89 / 150  | 1   | = 1r    | Govern |